# المحكمة الأوروبية لحقوق الإنسان
المحكمة الأوروبية لحقوق الإنسان (بالإنكليزية: European Court of Human Rights؛ بالفرنسية: Cour européenne des droits de l’homme) محكمة فوق وطنية تأسست في سنة 1959 بموجب الاتفاقية الأوروبية لحقوق الإنسان وتعنى بدراسة الشكاوي المقدمة إليها بأن إحدى الدول الأعضاء تخرق حقوق الإنسان المنصوص عليها في الاتفاقية وبروتوكولاتها، ويمكن أن يتقدم بالشكوى أفرادٌ أو دولٌ أعضاءٌ أخرى، وللمحكمة أيضاً حق الإفتاء فيها. تم تبني الاتفاقية برعاية مجلس أوروبا، وجميع أعضائه السبعة والأربعون أطرافٌ في هذه الاتفاقية. والمحكمة ليست جزءاً من الاتحاد الأوروبي.
يمكن لفرد، أو مجموعة من الأفراد، أو إحدى دول الأعضاء، أو أكثر من دولة، تقديم الطلبات. يمكن للمحكمة كذلك، بصرف النظر عن الأحكام، إصدار الفتاوى. اعتُمدت الاتفاقية في إطار مجلس أوروبا، وتُعد جميع الدول الأعضاء، السبعة والأربعين، أطرافًا في الاتفاقية. يُعد مبدأ الصك الحي الوسيلة الرئيسية التي تستخدمها المحكمة للتفسير القضائي، ما يعني أن الاتفاقية تُفسر في ضوء الظروف الراهنة.
يعتبر علماء القانون الدولي المحكمة الأوروبية لحقوق الإنسان المحكمة الدولية الأكثر فعالية لحقوق الإنسان في العالم. واجهت المحكمة، مع ذلك، تحديات في ما يتعلق بالأحكام التي لم تنفذها الأطراف المتعاقدة، فضلًا عن الموازنة بين إدارة حجم الحالات وزيادة عددها.

## نبذة تاريخية
تبنت الأمم المتحدة، في 10 ديسمبر 1948، الإعلان العالمي لحقوق الإنسان الذي يهدف إلى تعزيز الاعتراف العالمي بالحقوق المنصوص عليها فيه، وذلك من أجل تعزيز حماية حقوق الإنسان على المستوى الدولي.
أُنشئ مجلس أوروبا في لندن، في 5 مايو 1949، ورأى أعضاء المجلس أن إعلان الأمم المتحدة يسعى إلى ضمان الاعتراف العالمي والفعال وتطبيق الحقوق المنصوص عليها في الإعلان.
تأسست المحكمة في 21 يناير 1959، على أساس المادة 19 من الاتفاقية الأوروبية لحقوق الإنسان، حين انتخبت الجمعية البرلمانية لمجلس أوروبا أول أعضائها. حدت المفوضية الأوروبية لحقوق الإنسان من إمكانية اللجوء إلى المحكمة في بداية الأمر، ثم أُلغيت تلك القيود عام 1998. لم تلفت المحكمة الأنظار خلال سنواتها الأولى، ولم يكن لها سوابق قضائية كثيرة، إذ كانت قضية نوميستر ضد النمسا (1968) أول قضايا انتهاك حقوق الإنسان لديها. تعهد الاتفاقية إلى المحكمة بضمان مراعاة الالتزام الذي تعهدت به الدول الأعضاء، في ما يتعلق بالاتفاقية وبروتوكولاتها، وهو ضمان إنفاذ وتنفيذ الاتفاقية الأوروبية في الدول الأعضاء في مجلس أوروبا.

## بوصفها محكمة تابعة لمجلس أوروبا
تُعد المحكمة الأوروبية لحقوق الإنسان، التي تتولى تطبيق الاتفاقية الأوروبية لحقوق الإنسان، الهيئة الأشهر في مجلس أوروبا. مجلس أوروبا (باللغة الفرنسية: Conseil de l'Europe) منظمة دولية تأسست في أعقاب الحرب العالمية الثانية، لدعم حقوق الإنسان والديمقراطية وسيادة القانون في أوروبا. تأسست المنظمة عام 1949، وتضم 47 دولة عضو، ويبلغ عدد سكان دولها نحو 820 مليون نسمة، وتعمل بميزانية سنوية تبلغ نحو 500 مليون يورو.
تختلف المنظمة عن الاتحاد الأوروبي المؤلف من 27 دولة، على الرغم من الخلط بينها وبينه في بعض الأحيان، ويرجع ذلك إلى عدة أسباب منها اعتماد الاتحاد الأوروبي العلم الأصلي لأوروبا الذي أنشأه مجلس أوروبا في عام 1955، فضلًا عن اعتماده نشيد أوروبا. لم ينضم أي بلد إلى الاتحاد الأوروبي دون أن ينتمي أولًا إلى مجلس أوروبا. يُعد مجلس أوروبا مراقبًا رسميًا للأمم المتحدة.

## التكريم والجوائز
تلقت المحكمة، في عام 2010، وسام الحرية من معهد روزفلت. رشحت الحكومة اليونانية، في عام 2020، المحكمة لجائزة نوبل للسلام.